# 세토 다이야
세토 다이야(일본어: 瀬戸 大也, せと だいや, 1994년 5월 24일~)는 일본의 수영 선수로 주 종목은 접영이다. 2013년 세계 수영 선수권 대회에서 금메달을 획득했고, 2014년 아시안 게임에서 금메달 2개, 동메달 1개를 획득했다. 이후 2016년 하계 올림픽에 일본 대표로 참가했으며, 동메달 1개를 획득했다.

## 개인사
2017년 다이빙 선수인 마부치 유카와 결혼하여 슬하에 딸 두 명을 두었다. 그러나 2020년 승무원과 불륜이 발각되어 소속사 ANA와 계약이 해지되었다. 이 여파로 자국에서 개최되는 2020년 하계 올림픽에서 메달을 획득하지 못했다.

## 학력
- 와세다대학